# Độc lập tuyến tính

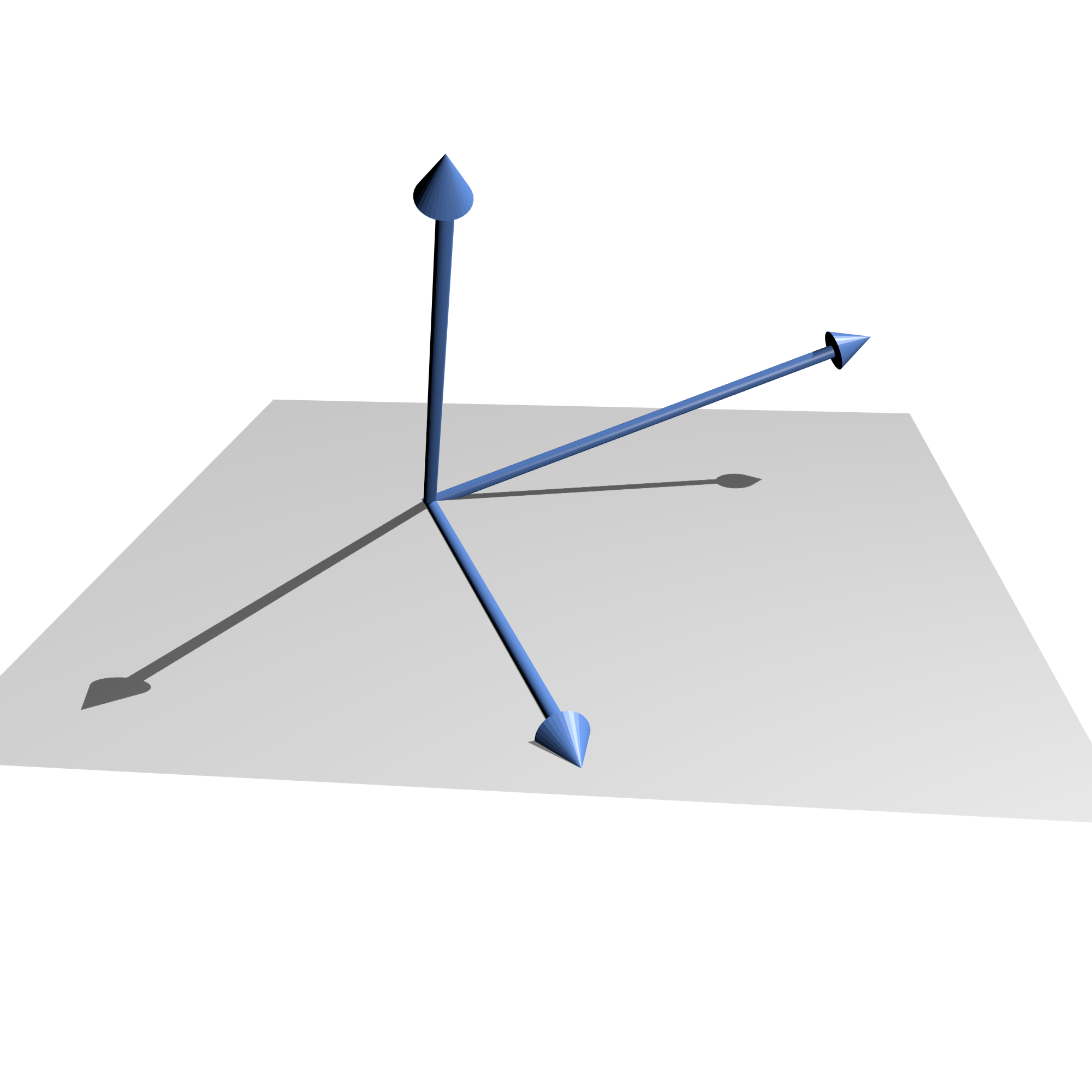
Các vectơ độc lập tuyến tính trong

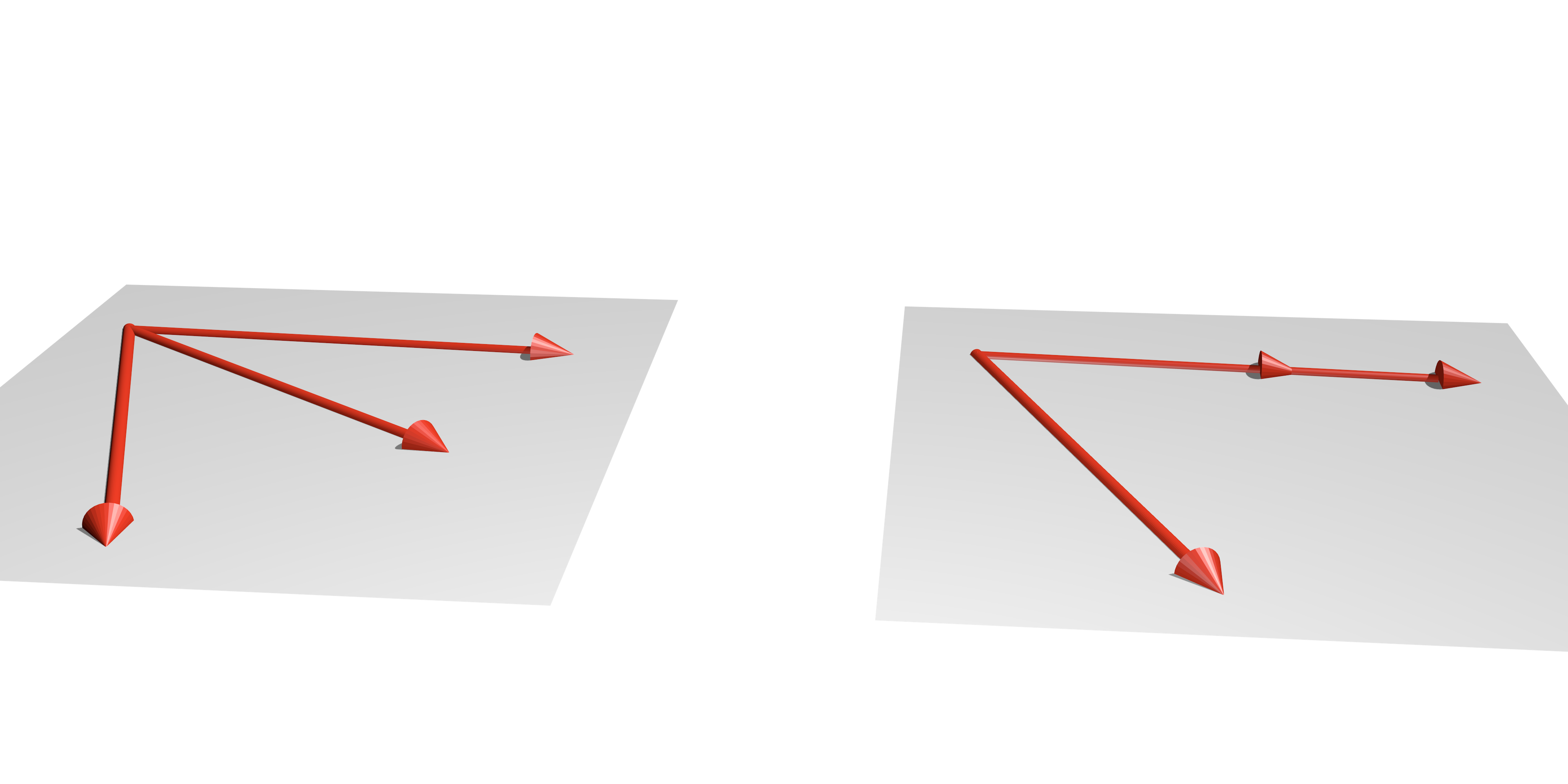
Các vectơ phụ thuộc tuyến tính trên một mặt phẳng trong

Trong đại số tuyến tính, độc lập tuyến tính là một tính chất thể hiện mối liên hệ giữa các vectơ.

## Độc lập tuyến tính và phụ thuộc tuyến tính
- Một hệ các vectơ {v1,...,vn} trong không gian vectơ V được gọi là phụ thuộc tuyến tính,

nếu tồn tại các số: k1,..., kn không đồng thời bằng 0  sao cho:
k1 v1 +... + kn vn = 0.
- hệ các vectơ là độc lập tuyến tính khi và chỉ khi phương trình vectơ:

k1 v1 +... + kn vn = 0
chỉ có nghiệm duy nhất: k1 = k2 =... = kn = 0

## Tính chất
Cho V là không gian vectơ trên trường K:
| Phụ thuộc tuyến tính | Độc lập tuyến tính |
| --- | --- |
| Mọi tập hợp chứa vectơ 0v đều phụ thuộc tuyến tính, tức là nếu 0v ∈ S thì S phụ thuộc tuyến tính.                                                                       | Mọi tập hợp độc lập tuyến tính thì không chứa vectơ 0v, tức là nếu S là tập con độc lập tuyến tính của V thì 0v{\displaystyle \notin }S.                                                        |
| Mọi tập hợp chứa tập con phụ thuộc tuyến tính thì nó phụ thuộc tuyến tính, tức là nếu E {\displaystyle \subset }F và E phụ thuộc tuyến tính thì F phụ thuộc tuyến tính. | Mọi tập con khác rỗng của một tập độc lập tuyến tính thì độc lập tuyến tính. Tức là {\displaystyle \emptyset } ≠ E {\displaystyle \subset } F và F độc lập tuyến tính thì E độc lập tuyến tính. |
| Tập S={u1,u2,...,um} (m≥2) phụ thuộc tuyến tính khi và chỉ khi tồn tại vectơ ui ∈ S sao cho ui là tổ hợp tuyến tính của các vectơ còn lại trong S.                      | Tập S ≠ {\displaystyle \emptyset } độc lập tuyến tính khi và chỉ khi mỗi vectơ bất kỳ u ∈ S đầu không thể là tổ hợp tuyến tính của các vectơ còn lại trong S.                                   |
| Mọi tập khác rỗng S {\displaystyle \subset } V thì hoặc S độc lập tuyến tính hoặc S phụ thuộc tuyến tính.                                                               | |

## Ý nghĩa hình học
- Trong không gian các vectơ trên mặt phẳng, hệ gồm hai vectơ là độc lập tuyến tính khi và chỉ khi chúng không cùng phương.
- Trong không gian các vectơ hình học 3 chiều, hệ ba vectơ là độc lập tuyến tính khi và chỉ khi chúng không đồng phẳng.

## Ví dụ
- Hai vectơ (1,2,3,4) và (-3,-6,-9,5) là độc lập tuyến tính.
- (1,2) và (-2,-4) không độc lập tuyến tính vì tồn tại λ1 = 1 và λ2 = 2 thỏa mãn λ1(-2,-4) + λ2(1,2) = 0.

## Độc lập tuyến tính trong không gianR{\displaystyle {\mathbb {R} }}n(hoặcC{\displaystyle {\mathbb {C} }}n)
- Trong không gian Rn một hệ gồm nhiều hơn n vectơ {v1,...,vm} luôn là phụ thuộc tuyến tính.
- Nếu hệ các vectơ {v1,...,vm} là độc lập tuyến tính trong không gian Rn, thì tập hợp tất cả các vectơ có dạng:

k1 v1 +... + km vm
là một không gian con đẳng cấu với Rm.
- Một hệ n vectơ {v1,...,vn} là độc lập tuyến tính trong không gian Rn, khi và chỉ khi ma trận lập thành từ các tọa độ của chúng có định thức khác không (det A ≠ 0).
- Một hệ n vectơ {v1,...,vn} là phụ thuộc tuyến tính trong không gian Rn, khi và chỉ khi ma trận lập thành từ các tọa độ của chúng có định thức bằng không (det A = 0).